# Скиняно
Скиня̀но (на италиански: Schignano; на ломбардски: Schignan, Скинян) е община в Северна Италия, провинция Комо, регион Ломбардия. Административен център на общината е село Оканьо (Occagno), което е разположено на 162 m надморска височина. Населението на общината е 15 777 души (към 2017 г.).